# Lapageria rosea
Lapageria rosea là một loài thực vật có hoa trong họ Philesiaceae. Loài này được Ruiz & Pav. miêu tả khoa học đầu tiên năm 1802.